# Dorcadion lameeri
Dorcadion lameeri là một loài bọ cánh cứng trong họ Cerambycidae.